# Horthy Szabolcs
Vitéz dr. nagybányai Horthy Szabolcs (Kenderes, 1873. január 28. – Radomsko, 1914. november 21.) Jász-Nagykun-Szolnok vármegye hősi halált halt főispánja, a 13. Jász-Kun Huszárezred főhadnagya, református egyházmegyei gondnok.

## Életrajza
Édesapja Horthy István, édesanyja pedig Halasy Paula volt. A házasságból kilenc gyermek született: István, Zoltán, Paula, Miklós, Erzsébet, Szabolcs, Jenő (2 évesen elhunyt), Jenő és Béla. Horthy Szabolcs a születés sorrendjében a hetedik gyermek volt.
Berlinben és Kolozsvárott végezte jogi tanulmányait. Iskolái befejezése után vármegyei szolgálatba lépett, két járásban is szolgabírói állást töltött be. Amikor édesapja 1904-ben meghalt, lemondott hivataláról és kenderesi birtokán gazdálkodott.
Amikor gróf Almásy Imre váratlanul lemondott főispáni címéről 1910-ben, éppen az országgyűlési képviselő-választások előtt, az uralkodó őt nevezte ki főispánná, ezzel általános meglepetést keltve. „Valószínűleg a Horthy és a Tisza család régi kapcsolata, Tisza István személyes támogatása is közrejátszott a kenderesi birtokos karrierjének alakulásában, aki határozott és céltudatos egyénisége révén megfelelő személynek látszott arra, hogy az ellenzéki légkörű Jász-Nagykun-Szolnok vármegyében az új kormányhatalom erőskezű képviselőjévé váljék.”
A főispáni beiktatást 1910. március 16-án tartották ünnepélyes keretek között. Székfoglaló beszédében egyebek mellett a következő kijelentést tette: „politikája azok politikája, kik jelen méltóságába helyezték, s hogy elvi ellentétek esetén bátran felveszi az eldobott kesztyűt, de ellenfeleiben mindig az ellenzéket fogja látni és soha sem az ellenséget.” A főispán sok reményt keltő ígéreteit hamarosan megcáfolták tettei a politikai élet színpadán. Különösen az országgyűlési választások idején az ellenzékkel szemben nagyon erőszakosan lépett fel. Másik módszere pedig jól ismert az erőből politizálók részéről, hogy a közigazgatás kulcsfontosságú intézményeinek vezető pozíciójába saját híveit juttatta be.
Főispánsága alatt viszont egyértelmű sikert ért el azzal, hogy a vármegyében nagy fejlődések indultak el a gazdasági és a kulturális élet területén. Ezek közül is kiemelkedik a szolnoki cukorgyár létesítése és a közlekedésben nagyon fontos tiszai közúti híd megépítése. Ahhoz, hogy 1911-ben felsőkereskedelmi iskola nyílhasson Szolnokon, szintén elengedhetetlen volt a főispán hathatós támogatása. A Szolnoki Belvárosi Általános Iskola épületének megépítéséhez és teljes bebútorozáshoz szükséges állami támogatást is a főispán eszközölte ki 1913-ban. A szép kétemeletes épületet 1914-ben adták át. A további nagy mérvű fejlődést az I. világháború kitörése akasztotta meg. A háború kitörésével a vármegye gazdasági és társadalmi életében ez lett az uralkodó téma.
A vármegye főispánja minden felsőbb ellenkezés dacára bevonult a hadseregbe és harctéri szolgálatra jelentkezett. A tragédia hamarosan – mindössze 4 hónapi frontszolgálat után – bekövetkezett: 1914 november végén, a galíciai harcmezőn, Novoradomszk közelében hősi halált halt. A Horthy családban amúgy számos más példát is találhatunk hasonló erkölcsi példamutatásra, melyek közül a legismertebb a kormányzó idősebb fiának önként vállalt frontszolgálata és hősi halála.
A hősi halált halt főispánról Jász-Nagykun-Szolnok vármegye közgyűlése 1915. január 20-án díszülés keretében tartott megemlékezést.
Halálának körülményeit a háború után Horthy István derítette ki Lengyelországban. Megtalált földi maradványait Kenderesre szállították és a családi kriptában helyezték végső nyugalomra.

## Emlékezete
A főispán hősi halála után személyét a vármegyében valóságos dicsfény vette körül. A város egyik legszebb terét 1915-ben Horthy Szabolcsról nevezték el. 1925-ben pedig emléktáblát helyeztek el az emlékére, melynek avatásán Horthy Miklós kormányzó is megjelent, családjával. 1945 után az emléktáblát eltávolították. A 13. Jászkun Huszárezred és Horthy Szabolcs emléktáblája valószínűleg a megyei tanács pincéjébe került, ahonnan azonban később nyoma veszett.